# دانته و ویرژیل در دوزخ

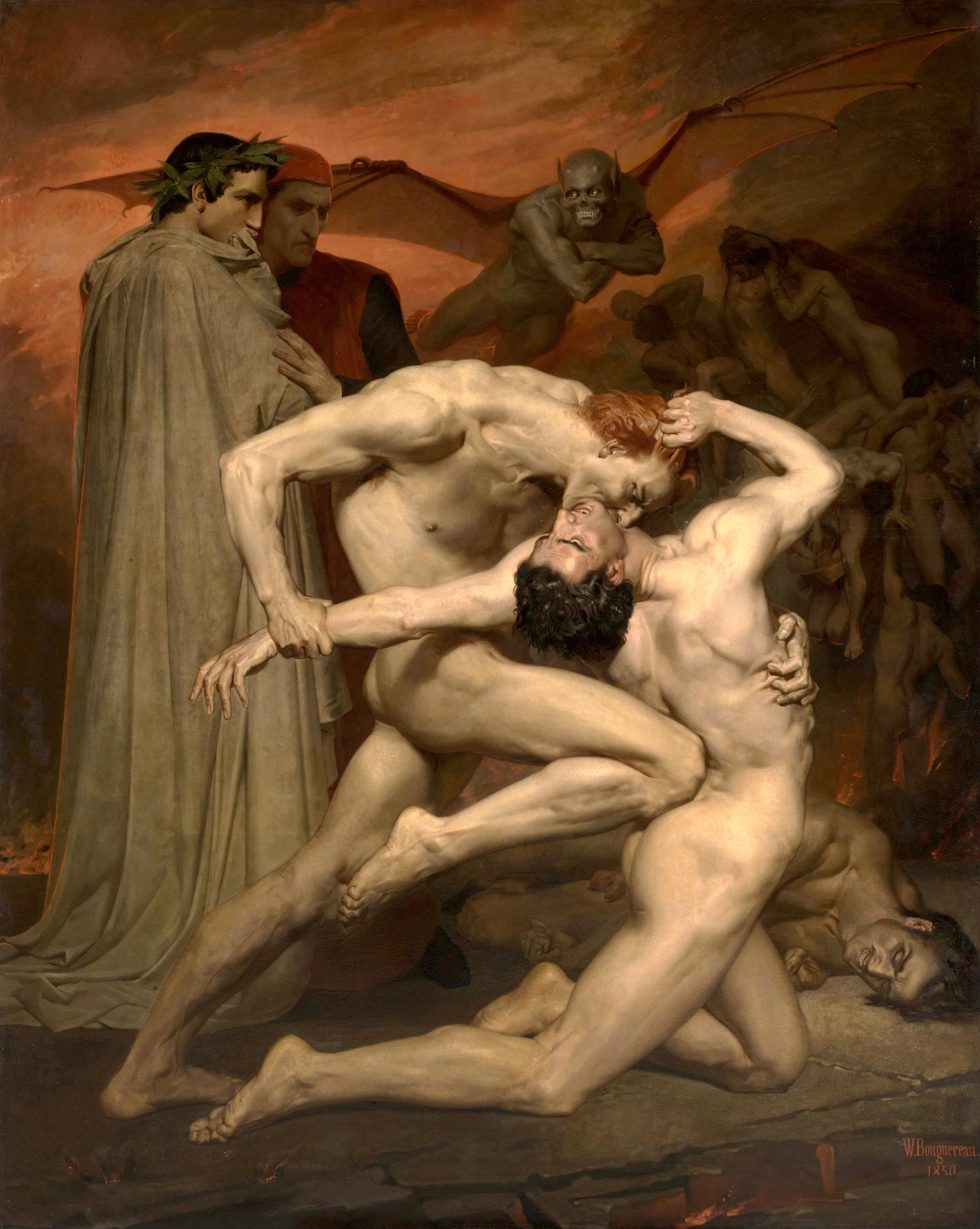
دانته و ویرژیل در دوزخ (۱۸۵۰) از آثار نقاش آکادمیک فرانسوی ویلیام-آدولف بوگرو (۱۸۲۵–۱۹۰۵ میلادی)

دانته و ویرژیل در دوزخ یکی از آثار نقاش آکادمیک فرانسوی، ویلیام-آدولف بوگرو (۱۸۲۵–۱۹۰۵ میلادی) است که در سال ۱۸۵۰ میلادی تکمیل شده‌است.
این اثر به اقتباس از کتاب کمدی الهی اثر نویسنده و شاعر ایتالیایی دانته آلیگیری که در قلب عصر سیاه و خفقان آلود اروپا موسوم به قرون وسطی سروده شده‌بود، کشیده و نامگذاری شده‌است. بوگرو در این شاهکار قرن نوزدهم میلادی، دانته را در کنار راهنمای دوزخیش، ویرژیل، نشان می‌دهد.